# Оболенский, Иван Васильевич Курля
Иван Васильевич Оболенский по прозвищу Курля (?—после 1516) — князь и воевода на службе у московского князя Василия III.
Происходил от Святого Михаила Черниговского. Сын князя Василия Никитича Оболенского, боярина удельного князя углицкого и брата Ивана III Андрея Горяя. Рюрикович в XIX поколении, один из многочисленных князей Оболенских, служивших московским князьям. Родоначальник князей Курлятевых-Оболенских.  

## Биография
В начале XVI века служил в Угличе.
Послан с артиллерией 1-м воеводою Большого полка судовой рати для участия в походе на Казань, под предводительством Дмитрия Ивановича Жилки, закончившемся поражением русской рати (октябрь 1506). Служил вторым воеводой в Рославле (1516).  (По данным Разрядной книги 1475-1605 гг., в Рославле тогда был не он, а И.В. Телепнев-Оболенский по прозвищу Немой). 
Женат на Анастасии Фёдоровне, дочери Ф.А. Плещеева и имел трёх сыновей Михаила, Константина и Дмитрия. 